# Splendrillia obscura
Splendrillia obscura é uma espécie de gastrópode do gênero Splendrillia, pertencente a família Drilliidae.